# Jussier Formiga
Jussier Formiga, pseudonimo di Jussier da Silva (Natal, 14 aprile 1985), è un lottatore di arti marziali miste brasiliano attualmente sotto contratto con la Ultimate Fighting Championship, nella quale combatte nella divisione dei pesi mosca.

## Carriera nelle arti marziali miste

### Shooto Brazil
Jussier Formiga debuttò ufficialmente nelle MMA il 29 novembre del 2008 all'evento Shoot - Brazil, vincendo il suo primo match contro Michael Willian per decisione non unanime.
Successivamente vinse inaspettatamente contro Shinichi Kojima per decisione unanime all'evento Shooto - Revolutionary Exchanges 1: Undefeated.
Jussier doveva riaffrontare Kojima in un match titolato, ma quest'ultimo rese vacante il titolo. Subito dopo, essendo diventato il contendente numero uno al titolo dei pesi mosca, affrontò il campione in carica Alexandre Pantoja. Il 12 giugno 2012, Jussira sconfisse Pantoja per decisione unanime vincendo così il titolo South American Shooto 123 lb.

### Tachi Palace Fights
Formiga firmò un contratto per quattro incontri con la promozione Tachi Palace Fights. Al suo primo match in questa federazione dovette affrontare il veterano della WEC Danny Martinez all'evento Tachi Palace Fights 7. Formiga vinse per decisione unanime.
Il suo secondo match lo vide opporsi ad un altro veterano della WEC Ian McCall, il quale lo sconfisse per decisione unanime. Jussier tornò a vincere contro Mamoru Yamaguchi all'evento Tachi Palace Fights 10.

### Ultimate Fighting Championship
Il 14 luglio 2012 Formiga firmò per la promozione UFC.
Jussier debutto contro John Dodson il 5 ottobre all'evento UFC on FX: Browne vs. Bigfoot. Dopo un lentissimo primo round, Formiga 
soccombette contro la rapidità del suo avversario finendo per essere sconfitto al minuti 4:35 del secondo round per KO tecnico.
Il 18 maggio dell'anno successivo affrontò Chris Cariaso all'evento UFC on FX: Belfort vs. Rockhold, vincendo l'incontro per decisione unanime. Il 4 settembre, invece, si scontrò con Joseph Benavidez ad UFC Fight Night: Teixeira vs. Bader dove perse al primo round per KO tecnico.
Il 23 marzo 2014 affrontò Scott Jorgensen ad UFC Fight Night: Shogun vs. Henderson 2. Formiga vinse per sottomissione al primo round; durante l'incontro Jussier colpì involontariamente il mento di Jorgensen con la parte superiore della testa ed a fine incontro, quest'ultimo fece ricorso alla commissione atletica brasiliana senza ottenere benefici.
Formiga doveva vedersela contro Zach Makovsky il 2 agosto all'evento UFC 176. Tuttavia, dopo che l'evento venne cancellato, l'incontro venne spostato per il 16 agosto ad UFC Fight Night: Bader vs. Saint Preux, dove vinse per decisione unanime.
Il 13 dicembre avrebbe dovuto affrontare John Moraga all'evento UFC on Fox: dos Santos vs. Miocic, ma proprio Formiga diede forfeit. Ritorna a combattere a maggio del 2015, dove affrontò e sconfisse il connazionale Wilson Reis per decisione unanime.
A novembre affronta e viene sconfitto dall'americano Henry Cejudo per decisione non unanime. Il 24 settembre del 2016, invece, sconfisse per decisione unanime Dustin Ortiz in un match caratterizzando quasi esclusivamente dalla lotta a terra.
Formiga doveva affrontare Sergio Pettis, il 15 gennaio del 2017. Tuttavia, Formiga venne rimosso dall'incontro negli ultimi giorni di dicembre, venendo sostituito da John Moraga.

## Titoli e riconoscimenti
- Shooto South America
  - Shooto South American 123 lb Championship (una volta)

## Risultati nelle arti marziali miste
| Risultato | Record | Avversario            | Metodo                                    | Evento                                        | Data              | Round | Tempo | Luogo                    | Note                                          |
| --------- | ------ | --------------------- | ----------------------------------------- | --------------------------------------------- | ----------------- | ----- | ----- | ------------------------ | --------------------------------------------- |
| Sconfitta | 23-7   | Brandon Moreno        | Decisione (unanime)                       | UFC Fight Night: Lee vs. Oliveira             | 14 marzo 2020     | 3     | 5:00  | Brasilia, Brasile        |                                               |
| Sconfitta | 23-6   | Joseph Benavidez      | KO tecnico (calcio alla testa e pugni)    | UFC on ESPN: Ngannou vs. dos Santos           | 29 giugno 2019    | 2     | 4:47  | Minneapolis, Stati Uniti |                                               |
| Vittoria  | 23-5   | Deiveson Figueiredo   | Decisione (unanime)                       | UFC Fight Night: Thompson vs. Pettis          | 23 marzo 2019     | 3     | 5:00  | Nashville, Stati Uniti   |                                               |
| Vittoria  | 22-5   | Sergio Pettis         | Decisione (unanime)                       | UFC 229: Khabib vs. McGregor                  | 6 ottobre 2018    | 3     | 5:00  | Las Vegas, Stati Uniti   |                                               |
| Vittoria  | 21-5   | Ben Nguyen            | Sottomissione tecnica (rear-naked choke)  | UFC 221: Romero vs. Rockhold                  | 11 febbraio 2018  | 3     | 1:43  | Perth, Australia         | Performance of the Night                      |
| Vittoria  | 20-5   | Ulka Sasaki           | Sottomissione (rear-naked choke)          | UFC Fight Night: Saint Preux vs. Okami        | 23 settembre 2017 | 1     | 4:30  | Saitama, Giappone        |                                               |
| Sconfitta | 19-5   | Ray Borg              | Decisione (unanime)                       | UFC Fight Night: Belfort vs. Gastelum         | 11 marzo 2017     | 3     | 5:00  | Fortaleza, Brasile       |                                               |
| Vittoria  | 19-4   | Dustin Ortiz          | Decisione (unanime)                       | UFC Fight Night: Cyborg vs. Lansberg          | 24 settembre 2016 | 3     | 5:00  | Brasilia, Brasile        |                                               |
| Sconfitta | 18-4   | Henry Cejudo          | Decisione (non unanime)                   | The Ultimate Fighter: Latin America 2 Finale  | 21 novembre 2015  | 3     | 5:00  | Monterrey, Messico       |                                               |
| Vittoria  | 18-3   | Wilson Reis           | Decisione (unanime)                       | UFC Fight Night: Condit vs. Alves             | 30 maggio 2015    | 3     | 5:00  | Goiânia, Brasile         |                                               |
| Vittoria  | 17-3   | Zach Makovsky         | Decisione (unanime)                       | UFC Fight Night: Bader vs. Saint Preux        | 16 agosto 2014    | 3     | 5:00  | Bangor, Stati Uniti      |                                               |
| Vittoria  | 16-3   | Scott Jorgensen       | Sottomissione (rear naked choke)          | UFC Fight Night: Shogun vs. Henderson 2       | 23 marzo 2014     | 1     | 3:07  | Natal, Brasile           |                                               |
| Sconfitta | 15-3   | Joseph Benavidez      | KO Tecnico (ginocchiata al corpo e pugni) | UFC Fight Night: Teixeira vs. Bader           | 4 settembre 2013  | 1     | 3:07  | Belo Horizonte, Brasile  |                                               |
| Vittoria  | 15-2   | Chris Cariaso         | Decisione (unanime)                       | UFC on FX: Belfort vs. Rockhold               | 18 maggio 2013    | 3     | 5:00  | Jaraguá do Sul, Brasile  |                                               |
| Sconfitta | 14-2   | John Dodson           | KO Tecnico (pugni)                        | UFC on FX: Browne vs. Bigfoot                 | 5 ottobre 2012    | 2     | 4:35  | Minneapolis, Stati Uniti | Eliminatoria per il titolo dei Pesi Mosca UFC |
| Vittoria  | 14-1   | Sidney Oliveira       | Sottomissione (rear naked choke)          | Shooto: Brazil 31                             | 29 giugno 2012    | 1     | 2:45  | Brasilia, Brasile        |                                               |
| Vittoria  | 13-1   | Martin Coria          | Sottomissione (triangolo)                 | Coliseu Extreme Fight 2                       | 18 marzo 2012     | 3     | 2:11  | Maceió, Brasile          |                                               |
| Vittoria  | 12-1   | Rodrigo Santos        | Sottomissione (rear naked choke)          | Fort MMA: Formiga vs. Indio                   | 15 dicembre 2011  | 1     | 3:52  | Natal, Brasile           |                                               |
| Vittoria  | 11-1   | Michael Willian Costa | Sottomissione (rear naked choke)          | Shooto: Brazil 26                             | 29 ottobre 2011   | 2     | 4:55  | Rio de Janeiro, Brasile  | Difende il titolo Sudamericano 123 lb Shooto  |
| Vittoria  | 10-1   | Mamoru Yamaguchi      | Decisione (unanime)                       | TPF 10: Let the Chips Fall                    | 5 agosto 2011     | 3     | 5:00  | Lemoore, Stati Uniti     |                                               |
| Sconfitta | 9-1    | Ian McCall            | Decisione (unanime)                       | TPF 8: All or Nothing                         | 18 febbraio 2011  | 3     | 5:00  | Lemoore, Stati Uniti     |                                               |
| Vittoria  | 9-0    | Danny Martinez        | Decisione (unanime)                       | TPF 7: Deck the Halls                         | 2 dicembre 2010   | 3     | 5:00  | Lemoore, Stati Uniti     |                                               |
| Vittoria  | 8-0    | Alexandre Pantoja     | Decisione (unanime)                       | Shooto: Brazil 16                             | 12 giugno 2010    | 3     | 5:00  | Rio de Janeiro, Brasile  | Difende il titolo Sudamericano 123 lb Shooto  |
| Vittoria  | 7-0    | Shinichi Kojima       | Decisione (unanime)                       | Shooto: Revolutionary Exchanges 1: Undefeated | 19 luglio 2009    | 3     | 5:00  | Tokyo, Giappone          |                                               |
| Vittoria  | 6-0    | Michael Willian Costa | Decisione (non unanime)                   | Shooto: Brazil 9                              | 11 novembre 2008  | 3     | 5:00  | Fortaleza, Brasile       | Vince il titolo Sudamericano 123 lb Shooto    |
| Vittoria  | 5-0    | Ralph Lauren          | Sottomissione (rear naked choke)          | Shooto: Brazil 8                              | 30 agosto 2008    | 1     | 1:46  | Rio de Janeiro, Brasile  |                                               |
| Vittoria  | 4-0    | Jose Maria Tome       | Sottomissione (rear naked choke)          | Original Bairros Fight 7                      | 9 marzo 2008      | 1     | 3:41  | Natal, Brasile           |                                               |
| Vittoria  | 3-0    | Arinaldo Batista      | Decisione (unanime)                       | Hikari Fight                                  | 14 gennaio 2006   | 3     | 5:00  | Natal, Brasile           |                                               |
| Vittoria  | 2-0    | Amaury Junior         | Decisione (unanime)                       | Mossoro Fight                                 | 26 agosto 2005    | 3     | 5:00  | Mossoró, Brasile         |                                               |
| Vittoria  | 1-0    | Chacal                | Sottomissione (armbar)                    | Tremons Fight                                 | 13 maggio 2005    | 1     | 3:20  | Natal, Brasile           |                                               |